# 第22回全日本アンサンブルコンテスト
第22回全日本アンサンブルコンテストは、1999年に行われた全日本アンサンブルコンテストの第22回大会である。

## 概要
1999年3月20日にアクロス福岡シンフォニーホールで開催された。全日本吹奏楽連盟・朝日新聞社主催。文化庁・日本放送協会後援。

### 審査員
- 飯嶋豊
- 岡崎耕治（ファゴット奏者）
- 栗田雅勝
- 坂口雅教
- 津堅直弘
- 仲田守（サクソフォーン奏者・編曲家）
- 永野哲
- 山口隆文
- 山本洋志

### 備考
本大会から開催部門の順番が変更となった。具体的には本大会を含めた偶数回の大会
は、『「高校の部」→「一般の部」→「中学の部」→「大学の部」→「職場の部」』になった。第23回大会のような奇数回の大会は、『「中学の部」→「大学の部」→「高校の部」→「一般の部」→「職場の部」』の流れで、それぞれ催されるようになった（第29回大会まで）。

## 代表校・代表団体
下記表では同一校から2グループが出場した場合は、「W（ダブル）出場」と表記。

### 高校の部
| 高校の部 | 高校の部          | 高校の部                             | 高校の部                 |
| 支部     | 都道府県 （地区） | 代表校                               | 出場回数                 |
| -------- | ----------------- | ------------------------------------ | ------------------------ |
| 北海道   |                   | 北海道大麻高等学校吹奏楽部           | 5回目3年ぶり             |
| 北海道   |                   | 北海道室蘭栄高等学校吹奏楽局         | 初出場                   |
| 東北     | 宮城県            | 仙台高等学校吹奏楽部                 | 初出場                   |
| 東北     | 福島県            | 福島県立勿来工業高等学校吹奏楽部     | 4回目8年ぶり             |
| 東関東   | 栃木県            | 栃木県立宇都宮北高等学校吹奏楽部     | 初出場                   |
| 東関東   | 千葉県            | 習志野市立習志野高等学校吹奏楽部     | 5回目7年ぶり             |
| 西関東   | 埼玉県            | 埼玉県立越谷総合技術高等学校吹奏楽部 | 3回目2年ぶり             |
| 西関東   | 埼玉県            | 埼玉県立与野高等学校吹奏楽部         | 2回目2年連続             |
| 東京     | 東京都            | 東海大学菅生高等学校吹奏楽部         | 4回目3年ぶり             |
| 東京     | 東京都            | 八王子高等学校吹奏楽部               | 7回目2年連続             |
| 北陸     | 富山県            | 富山県立高岡商業高等学校吹奏楽部     | 13回目7年連続／Ｗ出場 ア |
| 東海     | 長野県            | 長野県長野高等学校吹奏楽班           | 3回目3年ぶり             |
| 東海     | 長野県            | 長野県屋代高等学校吹奏楽班           | 2回目12年ぶり            |
| 関西     | 滋賀県            | 滋賀県立甲西高等学校吹奏楽部         | 3回目3年ぶり             |
| 関西     | 大阪府            | 大阪府立淀川工業高等学校吹奏楽部     | 11回目2年ぶり            |
| 中国     | 岡山県            | おかやま山陽高等学校吹奏楽部         | 初出場                   |
| 中国     | 岡山県            | 就実高等学校吹奏楽部                 | 7回目2年連続             |
| 四国     | 香川県            | 高松第一高等学校吹奏楽部             | 8回目4年連続／Ｗ出場 イ  |
| 九州     | 福岡県            | 中村学園女子高等学校吹奏楽部         | 初出場                   |
| 九州     | 福岡県            | 福岡県立嘉穂高等学校吹奏楽部         | 3回目16年ぶり            |

### 一般の部
| 一般の部 | 一般の部          | 一般の部                                       | 一般の部      |
| 支部     | 都道府県 （地区） | 代表団体                                       | 出場回数      |
| -------- | ----------------- | ---------------------------------------------- | ------------- |
| 北海道   |                   | 旭川交響吹奏楽団                               | 3回目3年連続  |
| 東北     | 福島県            | 弥平四郎アンパンヤブラスアンサンブルアカデミー | 初出場        |
| 東関東   | 神奈川県          | フロート・サクソフォーン・アンサンブル         | 初出場        |
| 西関東   | 山梨県            | 創価学会山梨吹奏楽団                           | 初出場        |
| 東京     | 東京都            | 創価グロリア吹奏楽団                           | 初出場        |
| 北陸     | 富山県            | 富山ミナミ吹奏楽団                             | 3回目3年ぶり  |
| 東海     | 三重県            | むほR管楽アンサンブル合奏団                    | 初出場        |
| 関西     | 滋賀県            | 大津シンフォニックバンド                       | 3回目3年ぶり  |
| 中国     | 広島県            | MKU吹奏楽団                                    | 初出場        |
| 四国     | 高知県            | クレールサクソフォーンクァルテット             | 2回目2年ぶり  |
| 九州     | 佐賀県            | 佐賀市民吹奏楽団                               | 2回目14年ぶり |

### 中学の部
| 中学の部 | 中学の部          | 中学の部                       | 中学の部      |
| 支部     | 都道府県 （地区） | 代表校                         | 出場回数      |
| -------- | ----------------- | ------------------------------ | ------------- |
| 北海道   |                   | 旭川市立北門中学校吹奏楽部     | 初出場        |
| 北海道   |                   | 札幌市立平岡中学校吹奏楽部     | 2回目9年ぶり  |
| 東北     | 宮城県            | 柴田町立槻木中学校吹奏楽部     | 初出場        |
| 東北     | 秋田県            | 湯沢市立湯沢北中学校吹奏楽部   | 初出場        |
| 東関東   | 栃木県            | 益子町立益子中学校吹奏楽部     | 初出場        |
| 東関東   | 神奈川県          | 厚木市立小鮎中学校吹奏楽部     | 初出場        |
| 西関東   | 埼玉県            | 狭山市立東中学校吹奏楽部       | 4回目4年連続  |
| 西関東   | 埼玉県            | 飯能市立飯能西中学校吹奏楽部   | 初出場        |
| 東京     | 東京都            | 板橋区立加賀中学校吹奏楽部     | 2回目3年ぶり  |
| 東京     | 東京都            | 世田谷学園中学校吹奏楽部       | 10回目4年連続 |
| 北陸     | 富山県            | 婦中町立速星中学校吹奏楽部     | 2回目2年連続  |
| 北陸     | 石川県            | 津幡町立津幡中学校吹奏楽部     | 4回目6年ぶり  |
| 東海     | 愛知県            | 蒲郡市立中部中学校吹奏楽部     | 2回目2年連続  |
| 東海     | 愛知県            | 名古屋市立平針中学校吹奏楽部   | 3回目6年ぶり  |
| 関西     | 大阪府            | 箕面市立第一中学校             | 2回目10年ぶり |
| 関西     | 兵庫県            | 山崎町立山崎西中学校吹奏楽部   | 初出場        |
| 中国     | 鳥取県            | 倉吉市立河北中学校吹奏楽部     | 初出場        |
| 中国     | 広島県            | 海田町立海田中学校吹奏楽部     | 2回目20年ぶり |
| 四国     | 香川県            | 丸亀市立南中学校吹奏楽部       | 初出場        |
| 四国     | 愛媛県            | 松山市立椿中学校吹奏楽部       | 2回目5年ぶり  |
| 九州     | 佐賀県            | 佐賀市立城南中学校吹奏楽部     | 初出場        |
| 九州     | 鹿児島県          | 宮之城町立宮之城中学校吹奏楽部 | 2回目5年ぶり  |

### 大学の部
| 大学の部 | 大学の部          | 大学の部                                           | 大学の部      |
| 支部     | 都道府県 （地区） | 代表団体                                           | 出場回数      |
| -------- | ----------------- | -------------------------------------------------- | ------------- |
| 北海道   |                   | 北海道教育大学函館校吹奏楽部                       | 6回目6年ぶり  |
| 東北     | 宮城県            | 石巻専修大学シンフォニック・ウインド・オーケストラ | 初出場        |
| 東関東   | 茨城県            | 茨城大学吹奏楽団                                   | 3回目2年連続  |
| 西関東   | 山梨県            | 山梨大学吹奏楽団                                   | 初出場        |
| 東京     | 東京都            | 亜細亜大学吹奏楽団                                 | 5回目6年ぶり  |
| 北陸     | 福井県            | 福井大学吹奏楽部                                   | 初出場        |
| 東海     | 長野県            | 信州大学吹奏楽団                                   | 2回目13年ぶり |
| 関西     | 大阪府            | 関西大学応援団吹奏楽部                             | 9回目7年ぶり  |
| 中国     | 岡山県            | 就実カレッジウインドアンサンブル                   | 初出場        |
| 四国     | 香川県            | 香川大学吹奏楽団                                   | 10回目4年連続 |
| 九州     | 福岡県            | 福岡大学応援指導部吹奏楽団                         | 7回目3年ぶり  |

### 職場の部
| 職場の部 | 職場の部          | 職場の部                             | 職場の部       |
| 支部     | 都道府県 （地区） | 代表団体                             | 出場回数       |
| -------- | ----------------- | ------------------------------------ | -------------- |
| 東北     | 宮城県            | JR東日本東北吹奏楽団                 | 8回目4年ぶり   |
| 東関東   | 千葉県            | 伊藤楽器ゾリステンブラスアンサンブル | 初出場         |
| 西関東   | 群馬県            | 沖電気高崎吹奏楽団                   | 3回目2年ぶり   |
| 東京     | 東京都            | NTT東京吹奏楽団                      | 2回目7年ぶり   |
| 東海     | 静岡県            | ヤマハ吹奏楽団浜松                   | 12回目2年連続  |
| 関西     | 大阪府            | 阪急百貨店吹奏楽団                   | 13回目4年連続  |
| 中国     | 広島県            | NTT中国吹奏楽団                      | 17回目16年連続 |
| 九州     | 福岡県            | ブリヂストン吹奏楽団久留米           | 11回目8年連続  |

## 結果

### 高校の部
| 高校の部 | 高校の部        | 高校の部                             | 高校の部             | 高校の部                                                                                                   | 高校の部 | 高校の部   |
| No.      | 代表支部        | 団体名                               | 編成                 | 演奏曲（作曲者／編曲者）                                                                                   | 賞       | 補足       |
| -------- | --------------- | ------------------------------------ | -------------------- | --- | -------- | ---------- |
| 1        | 北陸／ 富山県   | 富山県立高岡商業高等学校吹奏楽部     | 打楽器七重奏         | マリンバとパーカッションアンサンブルのための協奏曲 （N.ロサウロ）                                          | 金       | W出場 ア-1 |
| 2        | 関西／ 滋賀県   | 滋賀県立甲西高等学校吹奏楽部         | 打楽器七重奏         | マリンバとパーカッションアンサンブルのための協奏曲 （N.ロサウロ）                                          | 金       |            |
| 3        | 西関東／ 埼玉県 | 埼玉県立越谷総合技術高等学校吹奏楽部 | 打楽器六重奏         | ゲーム （小六禮次郎）                                                                                      | 銀       |            |
| 4        | 九州／ 福岡県   | 中村学園女子高等学校吹奏楽部         | 打楽器六重奏         | イントロダクション・アンド・ダンスNo.1 （櫛田胅之扶）                                                      | 銀       |            |
| 5        | 東北／ 宮城県   | 仙台高等学校吹奏楽部                 | 打楽器五重奏         | 「ゲインズボロー」よりIII （T.ゴーガー）                                                                   | 銅       |            |
| 6        | 北海道          | 北海道大麻高等学校吹奏楽部           | 管打八重奏           | 「ドゥムキー・トリオ」より （A.ドヴォルザーク）                                                            | 銅       |            |
| 7        | 四国／ 香川県   | 高松第一高等学校吹奏楽部             | 金管八重奏           | 「金管八重奏のためのテレプシコーレ舞曲集」より （M.プレトリウス）                                          | 銅       | W出場 イ-1 |
| 8        | 北陸／ 富山県   | 富山県立高岡商業高等学校吹奏楽部     | 金管八重奏           | 「金管八重奏のためのテレプシコーレ舞曲集」より （M.プレトリウス）                                          | 金       | W出場 ア-2 |
| 9        | 東京／ 高校     | 東海大学菅生高等学校吹奏楽部         | 金管八重奏           | 「金管八重奏のためのテレプシコーレ舞曲集」より1.エントレ 2.ヴォルト 3.カナリー 5.ブーレ （M.プレトリウス） | 銀       |            |
| 10       | 東関東／ 栃木県 | 栃木県立宇都宮北高等学校吹奏楽部     | 金管八重奏           | 「金管八重奏のためのテレプシコーレ舞曲集」より （M.プレトリウス）                                          | 銀       |            |
| 11       | 東海／ 長野県   | 長野県長野高等学校吹奏楽班           | 金管八重奏           | 「金管八重奏のためのテレプシコーレ舞曲集」より （M.プレトリウス）                                          | 銅       |            |
| 12       | 中国／ 岡山県   | おかやま山陽高等学校吹奏楽部         | 金管八重奏           | 「金管八重奏のためのテレプシコーレ舞曲集」より （M.プレトリウス）                                          | 金       |            |
| 13       | 東海／ 長野県   | 長野県屋代高等学校吹奏楽班           | 金管八重奏           | 「フランス・ルネサンス舞曲集」より （C.ジェルヴェーズ＆P.アテニャン）                                      | 銅       |            |
| 14       | 東北／ 福島県   | 福島県立勿来工業高等学校吹奏楽部     | 金管八重奏           | 「ロンドンの小景」より （G.ラングフォード）                                                                | 金       |            |
| 15       | 関西／ 大阪府   | 大阪府立淀川工業高等学校吹奏楽部     | 金管八重奏           | オックスフォード伯爵のマーチ （W.バード）                                                                  | 銀       |            |
| 16       | 東京／ 高校     | 八王子高等学校吹奏楽部               | サクソフォーン四重奏 | サクソフォーン四重奏のための“民謡風ロンドの主題による序奏と変奏” （G.ピエルネ）                            | 金       |            |
| 17       | 中国／ 岡山県   | 就実高等学校吹奏楽部                 | サクソフォーン四重奏 | 私のお気に入り （R.ロジャーズ）                                                                            | 金       |            |
| 18       | 北海道          | 北海道室蘭栄高等学校吹奏楽局         | サクソフォーン四重奏 | 4つの自我 （平部やよい）                                                                                   | 銀       |            |
| 19       | 東関東／ 千葉県 | 習志野市立習志野高等学校吹奏楽部     | クラリネット八重奏   | 「ルーマニア民俗舞曲」よりI・II・IV・V・VI （B.バルトーク）                                                | 銀       |            |
| 20       | 九州／ 福岡県   | 福岡県立嘉穂高等学校吹奏楽部         | クラリネット四重奏   | 「ディベルティメント」より第3楽章 （A.ウール）                                                             | 銀       |            |
| 21       | 西関東／ 埼玉県 | 埼玉県立与野高等学校吹奏楽部         | クラリネット四重奏   | 「オーディションのための6つの小品」よりI・II・IV （J.M.ドゥファイ）                                        | 金       |            |
| 22       | 四国／ 香川県   | 高松第一高等学校吹奏楽部             | フルート四重奏       | 「四重奏曲」よりI・III・IV （P.デュボア）                                                                  | 銀       | W出場 イ-2 |

### 一般の部
| 一般の部 | 一般の部          | 一般の部                                       | 一般の部             | 一般の部                                                                                                   | 一般の部 | 一般の部 |
| No.      | 代表支部          | 団体名                                         | 編成                 | 演奏曲（作曲者／編曲者）                                                                                   | 賞       | 補足     |
| -------- | ----------------- | ---------------------------------------------- | -------------------- | --- | -------- | -------- |
| 1        | 北陸／ 富山県     | 富山ミナミ吹奏楽団                             | 金管八重奏           | 「金管八重奏のためのテレプシコーレ舞曲集」より1.エントレ 2.ヴォルト 3.カナリー 5.ブーレ （M.プレトリウス） | 銀       |          |
| 2        | 北海道            | 旭川交響吹奏楽団                               | 金管八重奏           | 「高貴なる葡萄酒を讃えて」より第5楽章フンダドーレ…そしてシャンペンをもう1本 （G.リチャーズ）               | 金       |          |
| 3        | 関西／ 滋賀県     | 大津シンフォニックバンド                       | 金管八重奏           | 「高貴なる葡萄酒を讃えて」より第5楽章フンダドーレ…そしてシャンペンをもう1本 （G.リチャーズ）               | 銀       |          |
| 4        | 東北／ 福島県     | 弥平四郎アンパンヤブラスアンサンブルアカデミー | トロンボーン四重奏   | ア・ポートレイトNo.2 （G.ガーシュイン）                                                                    | 金       |          |
| 5        | 東海／ 三重県     | むほR管楽アンサンブル合奏団                    | サクソフォーン六重奏 | 「弦楽のためのセレナーデ」より第5楽章 （A.ドヴォルザーク）                                                 | 銅       |          |
| 6        | 九州／ 佐賀県     | 佐賀市民吹奏楽団                               | サクソフォーン四重奏 | 異教徒の踊り （P.ショルティーノ）                                                                          | 銅       |          |
| 7        | 東関東／ 神奈川県 | フロート・サクソフォーン・アンサンブル         | サクソフォーン四重奏 | 「サクソフォーン四重奏曲」より第1楽章 （A.デザンクロ）                                                     | 金       |          |
| 8        | 四国／ 高知県     | クレールサクソフォーンクァルテット             | サクソフォーン四重奏 | 「クープランの墓」よりプレリュード、リゴードン （M.ラヴェル）                                              | 金       |          |
| 9        | 東京／ 一般       | 創価グロリア吹奏楽団                           | クラリネット四重奏   | 「オーディションのための6つの小品」より （J.M.ドゥファイ）                                                 | 金       |          |
| 10       | 中国／ 広島県     | MKU吹奏楽団                                    | クラリネット四重奏   | パガニーニの主題による変奏曲 （K.ウィルソン）                                                              | 銅       |          |
| 11       | 西関東／ 山梨県   | 創価学会山梨吹奏楽団                           | クラリネット三重奏   | 「クラリネットのための三重奏曲」よりII・III （M.プート）                                                   | 銀       |          |

### 中学の部
| 中学の部 | 中学の部          | 中学の部                       | 中学の部             | 中学の部                                                                                                   | 中学の部 | 中学の部 |
| No.      | 代表支部          | 団体名                         | 編成                 | 演奏曲（作曲者／編曲者）                                                                                   | 賞       | 補足     |
| -------- | ----------------- | ------------------------------ | -------------------- | --- | -------- | -------- |
| 1        | 中国／ 鳥取県     | 倉吉市立河北中学校吹奏楽部     | 打楽器六重奏         | 「マリンバの為の組曲 日本の四季」より秋茜・冬木立 （中澤道子）                                             | 金       |          |
| 2        | 東京／ 中学       | 板橋区立加賀中学校吹奏楽部     | 打楽器六重奏         | イントロダクション・アンド・ダンスNo.1 （櫛田胅之扶）                                                      | 銀       |          |
| 3        | 北陸／ 富山県     | 婦中町立速星中学校吹奏楽部     | 打楽器七重奏         | 祝典とコラール （N.デ・ポンテ）                                                                            | 銅       |          |
| 4        | 九州／ 佐賀県     | 佐賀市立城南中学校吹奏楽部     | 打楽器六重奏         | ティンパニーとパーカッションのための協奏曲 （J.ベック）                                                    | 銀       |          |
| 5        | 九州／ 鹿児島県   | 宮之城町立宮之城中学校吹奏楽部 | 打楽器六重奏         | バリ島からの幻想曲'84 （伊藤康英）                                                                         | 銀       |          |
| 6        | 西関東／ 埼玉県   | 狭山市立東中学校吹奏楽部       | 金管八重奏           | 「金管八重奏のためのテレプシコーレ舞曲集」より1.エントレ 2.ヴォルト 3.カナリー 5.ブーレ （M.プレトリウス） | 金       |          |
| 7        | 東海／ 愛知県     | 蒲郡市立中部中学校吹奏楽部     | 金管八重奏           | 「金管八重奏のためのテレプシコーレ舞曲集」より1.エントレ 2.ヴォルト 5.ブーレ （M.プレトリウス）            | 銀       |          |
| 8        | 関西／ 兵庫県     | 山崎町立山崎西中学校吹奏楽部   | 金管八重奏           | ピアノとフォルテのソナタ （G.ガブリエーリ）                                                                | 銅       |          |
| 9        | 四国／ 香川県     | 丸亀市立南中学校吹奏楽部       | 金管八重奏           | ピアノとフォルテのソナタ （G.ガブリエーリ）                                                                | 銅       |          |
| 10       | 関西／ 大阪府     | 箕面市立第一中学校             | 金管八重奏           | 「フランス・ルネサンス舞曲集」より （C.ジェルヴェーズ＆P.アテニャン）                                      | 銅       |          |
| 11       | 北海道            | 旭川市立北門中学校吹奏楽部     | サクソフォーン五重奏 | 「サクソフォーン パラダイス」よりI・II （本多俊之）                                                        | 銅       |          |
| 12       | 東関東／ 神奈川県 | 厚木市立小鮎中学校吹奏楽部     | サクソフォーン四重奏 | 「サクソフォーンのための四重奏曲」よりIV （C.パスカル）                                                    | 金       |          |
| 13       | 東北／ 秋田県     | 湯沢市立湯沢北中学校吹奏楽部   | サクソフォーン四重奏 | 「サクソフォーンのための四重奏曲」よりIV （C.パスカル）                                                    | 銀       |          |
| 14       | 東関東／ 栃木県   | 益子町立益子中学校吹奏楽部     | サクソフォーン四重奏 | サクソフォーン・シンフォネット （D.ベネット）                                                              | 金       |          |
| 15       | 東海／ 愛知県     | 名古屋市立平針中学校吹奏楽部   | クラリネット八重奏   | リクディム （J.ヴァン=デル=ロースト）                                                                      | 銀       |          |
| 16       | 北海道            | 札幌市立平岡中学校吹奏楽部     | クラリネット七重奏   | 序奏とロンド （G.ジェイコブ）                                                                              | 銅       |          |
| 17       | 中国／ 広島県     | 海田町立海田中学校吹奏楽部     | クラリネット四重奏   | 3つのディヴェルティメント （H.トマジ）                                                                     | 銀       |          |
| 18       | 西関東／ 埼玉県   | 飯能市立飯能西中学校吹奏楽部   | フルート四重奏       | 夏山の一日 （E.ボザ）                                                                                      | 銀       |          |
| 19       | 北陸／ 石川県     | 津幡町立津幡中学校吹奏楽部     | フルート四重奏       | 夏山の一日 （E.ボザ）                                                                                      | 金       |          |
| 20       | 四国／ 愛媛県     | 松山市立椿中学校吹奏楽部       | フルート三重奏       | 「第二小組曲」より春の歌 （A.アルビージ）                                                                  | 銀       |          |
| 21       | 東北／ 宮城県     | 柴田町立槻木中学校吹奏楽部     | 木管八重奏           | 「リュートのための古いアリアと舞曲」より第3組曲より （O.レスピーギ）                                       | 金       |          |
| 22       | 東京／ 中学       | 世田谷学園中学校吹奏楽部       | 木管八重奏           | 眠りの森の美女 （P.I.チャイコフスキー）                                                                    | 金       |          |

### 大学の部
| 大学の部 | 大学の部        | 大学の部                                           | 大学の部             | 大学の部                                                                                                   | 大学の部 | 大学の部 |
| No.      | 代表支部        | 団体名                                             | 編成                 | 演奏曲（作曲者／編曲者）                                                                                   | 賞       | 補足     |
| -------- | --------------- | -------------------------------------------------- | -------------------- | --- | -------- | -------- |
| 1        | 関西／ 大阪府   | 関西大学応援団吹奏楽部                             | 打楽器七重奏         | ムジーカ バトゥッタ （H.スキフマン）                                                                       | 金       |          |
| 2        | 東北／ 宮城県   | 石巻専修大学シンフォニック・ウインド・オーケストラ | 金管八重奏           | 「高貴なる葡萄酒を讃えて」より第5楽章フンダドーレ…そしてシャンペンをもう1本 （G.リチャーズ）               | 金       |          |
| 3        | 西関東／ 山梨県 | 山梨大学吹奏楽団                                   | 金管八重奏           | 「金管八重奏のためのテレプシコーレ舞曲集」より1.エントレ 2.ヴォルト 3.カナリー 5.ブーレ （M.プレトリウス） | 銅       |          |
| 4        | 九州／ 福岡県   | 福岡大学応援指導部吹奏楽団                         | 金管八重奏           | 「金管八重奏のためのテレプシコーレ舞曲集」より1.エントレ 2.ヴォルト 3.カナリー 5.ブーレ （M.プレトリウス） | 銅       |          |
| 5        | 東関東／ 茨城県 | 茨城大学吹奏楽団                                   | 金管五重奏           | 「ラウンズ アンド ダンスィーズ」よりIV.牧歌 V.ギャロップ （J.バック）                                      | 銀       |          |
| 6        | 東海／ 長野県   | 信州大学吹奏楽団                                   | サクソフォーン四重奏 | 「サクソフォーン四重奏曲」より第3楽章 （A.デザンクロ）                                                     | 金       |          |
| 7        | 中国／ 岡山県   | 就実カレッジウインドアンサンブル                   | サクソフォーン四重奏 | サクソフォーン四重奏曲 （A.デザンクロ）                                                                    | 銀       |          |
| 8        | 北陸／ 福井県   | 福井大学吹奏楽部                                   | サクソフォーン四重奏 | 「サクソフォーン四重奏曲」より第3楽章 （A.デザンクロ）                                                     | 銀       |          |
| 9        | 東京／ 大学     | 亜細亜大学吹奏楽団                                 | サクソフォーン四重奏 | 「サクソフォーン四重奏曲」より （J.リュエフ）                                                              | 金       |          |
| 10       | 四国／ 香川県   | 香川大学吹奏楽団                                   | クラリネット四重奏   | スケルツェット、パヴァーヌとゴパーク （G.ジェイコブ）                                                      | 銅       |          |
| 11       | 北海道          | 北海道教育大学函館校吹奏楽部                       | 木管四重奏           | 「ターファルムジーク」よりカルテット （G.テレマン）                                                        | 銀       |          |

### 職場の部
| 職場の部 | 職場の部        | 職場の部                             | 職場の部           | 職場の部                                                                                                | 職場の部 | 職場の部 |
| No.      | 代表支部        | 団体名                               | 編成               | 演奏曲（作曲者／編曲者）                                                                                | 賞       | 補足     |
| -------- | --------------- | ------------------------------------ | ------------------ | --- | -------- | -------- |
| 1        | 東海／ 静岡県   | ヤマハ吹奏楽団浜松                   | 混成七重奏         | アジアン ムードエ （松岡祐治）                                                                          | 金       |          |
| 2        | 九州／ 福岡県   | ブリヂストン吹奏楽団久留米           | 金管八重奏         | ティコ・ティコ （Z.アブレウ）                                                                           | 金       |          |
| 3        | 東関東／ 千葉県 | 伊藤楽器ゾリステンブラスアンサンブル | 金管五重奏         | 金管五重奏曲 （M.アーノルド）                                                                           | 銅       |          |
| 4        | 東北／ 宮城県   | JR東日本東北吹奏楽団                 | 金管五重奏         | フレール ジャック （フランス民謡）                                                                      | 銅       |          |
| 5        | 東京／ 職場     | NTT東京吹奏楽団                      | 金管五重奏         | 「ウエスト・サイド・ストーリー」よりプロローグ、トゥナイト、ワンハンド・ワンハート （L.バーンスタイン） | 銀       |          |
| 6        | 西関東／ 群馬県 | 沖電気高崎吹奏楽団                   | トロンボーン四重奏 | 「弦楽四重奏曲第4番」より第2楽章 （F.シューベルト）                                                     | 銅       |          |
| 7        | 中国／ 広島県   | NTT中国吹奏楽団                      | 木管五重奏         | ディヴェルティメント第1番 変ロ長調 （J.ハイドン）                                                       | 銀       |          |
| 8        | 関西／ 大阪府   | 阪急百貨店吹奏楽団                   | 管打四重奏         | トリオ ソナタ （G.ヘンデル）                                                                            | 銀       |          |